# Håkan Mild
Håkan Mild (Trollhättan, 1971. június 14. –) svéd válogatott labdarúgó.
A svéd válogatott tagjaként részt vett az 1994-es világ illetve az 1992-es és a 2000-es Európa-bajnokságon.

## Sikerei, díjai
IFK Göteborg
- Svéd bajnok (4): 1990, 1991, 1993, 1996
- Svéd kupagyőztes (1): 1991

Svédország
- Világbajnoki bronzérmes (1): 1994
- Európa-bajnoki harmadik helyezett (1): 1992